# Jordi Meeus
Jordi Meeus (* 1. Juli 1998 in Lommel) ist ein belgischer Radrennfahrer. Er gilt als Sprintspezialist. Sein bisher größter Erfolg ist der Sieg bei der Schlussetappe der Tour de France 2023.

## Karriere
Meeus startete zum Jahresende 2016 als Stagiaire für das UCI Continental Team SEG Racing Academy, bei dem er von 2017 bis 2020 einen regulären Vertrag hatte. Er gewann jeweils an der Spitze des Feldes oder einer Gruppe 2018 das Eintagesrennen Gooikse Pijl und 2020 zwei Etappen der Czech Tour sowie eine Etappe des Giro Ciclistico d’Italia. Außerdem wurde er 2020 belgischer Straßenmeister der U23. Im Herbst 2020 unterschrieb er einen Zweijahresvertrag beim UCI WorldTeam Bora-hansgrohe, um den Sprintzug zu verstärken.
Die ersten Erfolge für sein neues Team erzielte Meeus 2021 mit einem Etappensieg bei der Tour de Hongrie und dem Gewinn des Eintagesrennens Paris–Bourges. Im selben Jahr absolvierte er mit der Vuelta a España seine erste Grand Tour und musste sich auf der 16. Etappe nur Fabio Jakobsen geschlagen geben. Auch in der Saison 2022 verpasste er bei der Tour de Suisse und der Polen-Rundfahrt jeweils als Zweiter nur knapp einen Erfolg auf der UCI WorldTour. Nachdem er nach einem Sturz bei der Polen-Rundfahrt nicht an der Vuelta a España hatte teilnehmen können, entschied er bei der Tour of Britain die fünfte Etappe für sich und anschließend den Primus Classic.
Seinen bis dahin größten Erfolg erzielte Meeus mit dem Sprintsieg auf der Abschlussetappe der Tour de France 2023. Im Jahr 2024 stand er als Dritter auf dem Podium von Gent–Wevelgem, ehe er mit Rang acht bei Paris–Roubaix aufzeigte. Weiters gewann er in jenem Jahr eine Etappe der Tour of Norway und Tour de Wallonie.
Zu Beginn der Saison 2025 feierte er seinen ersten Etappensieg bei der Algarve-Rundfahrt. Weiters gewann er die Punktewertung der Rundfahrt.

## Erfolge
2018
- Gooikse Pijl

2020

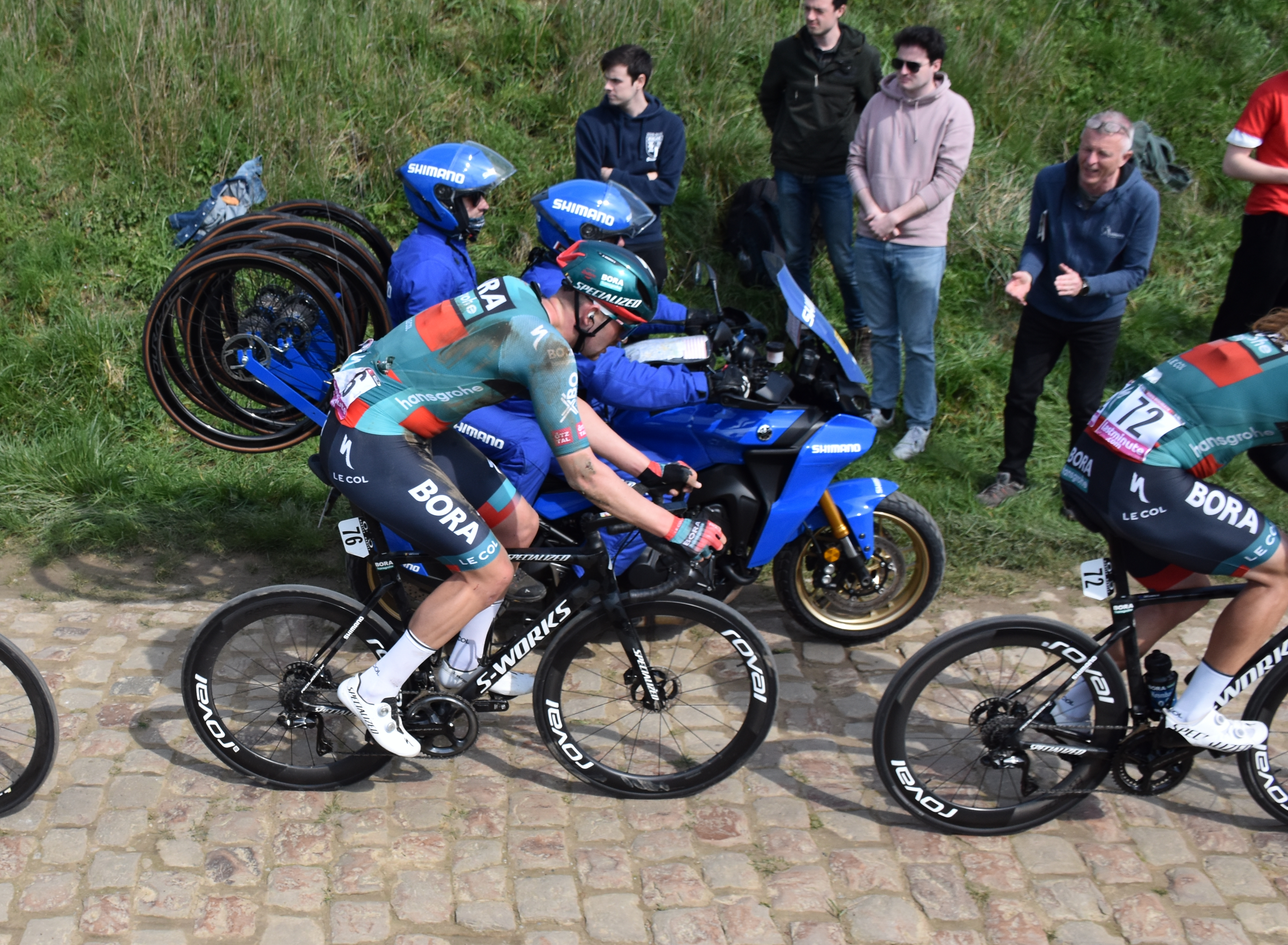
Paris-Roubaix 2023 - Pavé de Quiévy à Saint-Python - N° 76 Jordi Meeus.

- zwei Etappen und Punktewertung Czech Tour
- eine Etappe Giro Ciclistico d’Italia
- Belgischer Meister – Straßenrennen (U23)

2021
- eine Etappe Tour de Hongrie
- Paris–Bourges

2022
- eine Etappe Tour of Britain
- Primus Classic

2023
- eine Etappe Tour de France

2024
- eine Etappe Tour of Norway
- eine Etappe Tour de Wallonie

2025
- eine Etappe und Punktewertung Algarve-Rundfahrt
- eine Etappe Tour de Suisse
- Copenhagen Sprint

## Grand-Tour-Platzierungen
| Grand Tour            | 2021 | 2022 | 2023 | 2024 | 2025 |
| --------------------- | ---- | ---- | ---- | ---- | ---- |
| Giro d’ItaliaGiro     | –    | –    | –    | –    | –    |
| Tour de FranceTour    | –    | –    | 139  | –    | 158  |
| Vuelta a EspañaVuelta | 139  | –    | –    | –    |      |